# Synagoga w Doudlebach nad Orlicí
Synagoga w Doudlebach nad Orlicí (cz. Synagoga v Doudlebách nad Orlicí) – synagoga znajdująca się w Doudlebach nad Orlicí w Czechach.
Synagoga została zbudowana w 1821 roku w stylu klasycystycznym na miejscu starszej z 1777 roku. Nabożeństwa do II wojny światowej. Podczas wojny zniszczono wyposażenie. W latach 1951–1954 została przebudowana na świątynię Czechosłowackiego Kościoła Husyckiego.